# Storia di Barletta
La storia di Barletta affonda le sue radici all'epoca classica, in un periodo che oscilla tra il IV e il III secolo a.C. Il nucleo urbano invece ha le sue origini nel primo Medioevo, con l'arrivo dei cannesi e dei canosini  prima e con una più ampia fioritura, durante l'epoca normanna, poi. La città è stata luogo di diverse dominazioni, avvicendatesi dall'XI al XVII secolo, ed ha visto la presenza di normanni, svevi, angioini, aragonesi e spagnoli. Alla storia di Barletta è legata la celeberrima Disfida.
La città è stata insignita della Medaglia al Valor Militare e della Medaglia al Merito Civile, per gli episodi legati alla resistenza durante la seconda guerra mondiale.

## Età antica
(Iscrizione del 1806 sull'epitaffio della Disfida di Barletta)
Il primo nome della città di Barletta, come testimoniato dalla Tabula Peutingeriana, è stato Bardulos, trasformato in seguito in Barduli. Il toponimo derivava dal nome della popolazione transadriatica che, intorno al IV secolo a.C., era approdata sulle coste barlettane: i Bardei. Durante il primo Medioevo la denominazione subì una nuova modifica, diventando Baruli, che negli atti dell'epoca assumeva anche la forma Barulum. In volgare la città era detta Varolum o Varletum, da cui deriverebbe il nome della città in dialetto barlettano, ossia Varrett. Solo dall'XI secolo la città è stata chiamata con l'attuale denominazione di Barletta.
La cronologia tradizionale fa risalire le origini dei primi insediamenti nel territorio barlettano all'epoca classica, più precisamente al IV secolo a.C.
Circa l'origine del nome, i latini la chiamarono Barulum; con l'arrivo dei Bardei fu denominata Barduli e poi ancora nel III secolo a.C. Bardulos infine, con l'arrivo della lingua volgare, Barletta.
Sulle origini della città sono state avanzate diverse ipotesi:
- si ritiene che il primo nucleo abitativo sia stato fondato dai Bardei, una popolazione illirica indoeuropea composta prettamente da contadini e pirati. Questi, dopo le pesanti sconfitte contro il re Filippo II di Macedonia nel 358 a.C. e contro Alessandro Magno nel 336 a.C., temendo un'ulteriore vendetta macedone, si imbarcarono verso la Puglia. Si presume si siano stanziati sulle coste dell'attuale città, costruendo un molo, ad oggi mai rinvenuto a causa dell'arretramento del mare, e che da esso sia sorta, grazie anche al successivo arrivo delle comunità limitrofe, il primo vero e proprio nucleo urbano;

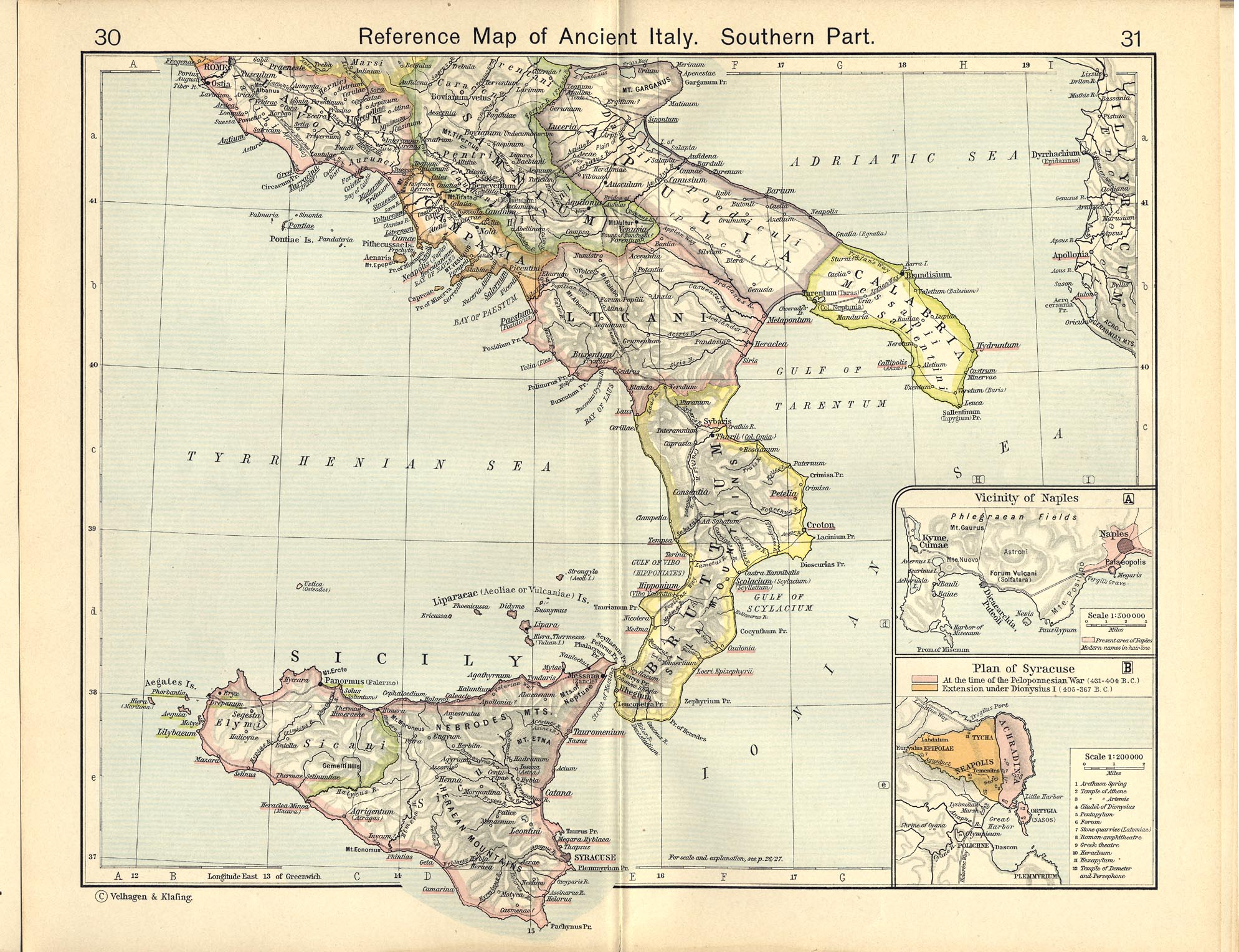
L'Italia meridionale in epoca augustea. Barletta viene denominata Barduli

- l'ipotesi precedente si pone in contrasto con quella secondo cui la formazione dell'originaria città sia avvenuta per via dell'esigenza, da parte degli abitanti dell'antica Canosa, di un porto sicuro per il traffico marittimo. Secondo questa teoria la costruzione del primo porto, avvenuta tra il III e il II secolo a.C., è dovuta al commercio del grano e della lana che svolgevano i commercianti canosini. Ad ogni modo è accertato che Barletta abbia costituito il porto di Canosa, nonché la sua stazione balneare, e la sua crescita di fatto sia stata parallela a quella della città collinare.

Nel 216 a.C. nell'attuale agro barlettano, nei pressi della vicina Canne, durante la seconda guerra punica si tenne la nota battaglia di Canne, che vide la pesante sconfitta dei romani da parte dei Cartaginesi di Annibale.
Tra il III e il IV secolo si ha l'ampliamento del porto, mentre risale all'inizio del V secolo l'edificazione del primo borgo cittadino, nei pressi di San Vitale, sulla via per Andria.
Tra la fine del V e l'inizio del VI secolo si andò formando il secondo agglomerato urbano, denominato borgo Santa Maria. Questo è caratterizzato da una disposizione dell'edificato a lisca di pesce rispetto all'asse stradale principale, con sezioni stradali molto strette e perpendicolari rispetto alla costa, per motivi climatici e difensivi. Al momento dell'incursione romana l'antica Bardulos si trovava in un punto di crocevia tra la strada che conduceva nell'entroterra sannitico passando per Canne e Canosa e la via litoranea che, costeggiando l'Adriatico, collegava il Gargano con Barium e Brundisium.

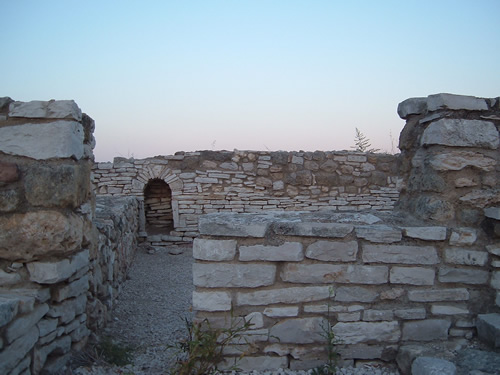
Resti di Canne della Battaglia

## Periodo altomedioevale
Nel 547, in seguito alla guerra gotica durante la quale Canne fu distrutta dalle truppe ostrogote di Totila, si ebbero le prime ondate migratorie che indussero al primo insediamento cannese a Barletta, lungo quei tracciati che riconducevano al vicino villaggio.
Tra il 584 e il 590 in seguito all'invasione longobarda vi furono ulteriori migrazioni verso il mare, questa volta provenienti da Canosa.
Nella prima parte del IX secolo, sui resti dell'antica basilica paleocristiana, vi fu la costruzione della chiesa di Santa Maria Maggiore, nei pressi della quale si andranno ad attestare le abitazioni civili.
Le ondate migratorie si susseguiranno fino al XII secolo e gli insediamenti continueranno a posizionarsi lungo le antiche direttrici per Canosa e per Canne, dando vita alla futura struttura aggregativa dei vari borghi, che, a ridosso del X secolo, dovevano essere costituiti da piccoli nuclei quali San Vitale, Santa Maria, San Giacomo e Sant'Antonio Abate, lungo la strada per Canosa.
L'espansione della città fu particolarmente attiva lungo le direzioni nord ed ovest, anche perché arealmente più vicine alle città da cui provenivano le antiche migrazioni. Maggiori resistenze si sono riscontrate verso sud ed est, a causa della forza logistica della città di Trani.

## Periodo normanno (1046 - 1194)

Possedimenti dei Normanni in Italia meridionale e in Africa 1154

La città ottenne una reale importanza militare ed economica solo in epoca normanna, nell'XI secolo, quando il conte Pietro fondò nell'entroterra le città di Andria e Corato e sulla costa quella di Barletta e Bisceglie, con l'intento di impadronirsi della vicina città di Trani, obiettivo primario del conte normanno, tenuta strenuamente fino al 1054 sotto il dominio bizantino.
La città fu munita proprio dai Normanni, durante la metà dell'XI secolo, di una prima cinta muraria, che inglobava l'area della marineria e una prima rocca normanna, corrispondente al primo nucleo di formazione del castello.
Nel 1054 Trani entrò nelle mani del conte Pietro, che poi la affidò dodici anni dopo in eredità a suo figlio Pietro II, con le città di Andria, Barletta, Bisceglie e Corato. Nel 1073 Roberto il Guiscardo espropriò a Pietro la città di Trani, liberando anche Barletta che fu prima assegnata ad un suo uomo di fiducia, tale Rainaldo Vellavalle, e poi fu presa da Roberto di Quintavalle.
La distruzione dell'insediamento di Canne, nel 1083 ad opera di Roberto il Guiscardo, provocò un'ingente ondata migratoria dei cannesi che contribuì alla formazione del borgo San Giacomo, dando vita ad una sorta di dualità interna tra gli aggregati urbani, attestati intorno agli edifici religiosi più importanti, la chiesa di Santa Maria Maggiore ad oriente e la chiesa abbaziale di San Giacomo, costruita intorno alla fine dell'XI secolo, ad occidente. 
Sugli inizi del XII secolo Goffredo II di Andria ebbe per concessione il territorio di Barletta da Roberto, conteso nel frattempo dai due figli del Guiscardo, Boemondo I d'Antiochia, principe di Taranto, e Ruggero Borsa. Dopo la morte dei due, avvenuta a pochi giorni di distanza nel 1111, Barletta giunse nelle mani del giovane Guglielmo, figlio di Ruggero. La morte nel 1127 di Guglielmo, privo di eredi legittimi, aprì una violenta guerra di successione che vide l'ascesa al trono di suo cugino Ruggero II di Sicilia, mal visto dai comuni pugliesi che guidati da alcuni feudatari protrassero le ribellioni fino alla sua morte, avvenuta nel 1154, riducendo la Puglia ad un aperto campo di guerra. Dopo la morte di suo padre, Guglielmo I di Sicilia, quartogenito di Ruggero, successe direttamente essendo morti i suoi fratelli maggiori.

## Periodo svevo (1194 - 1266)

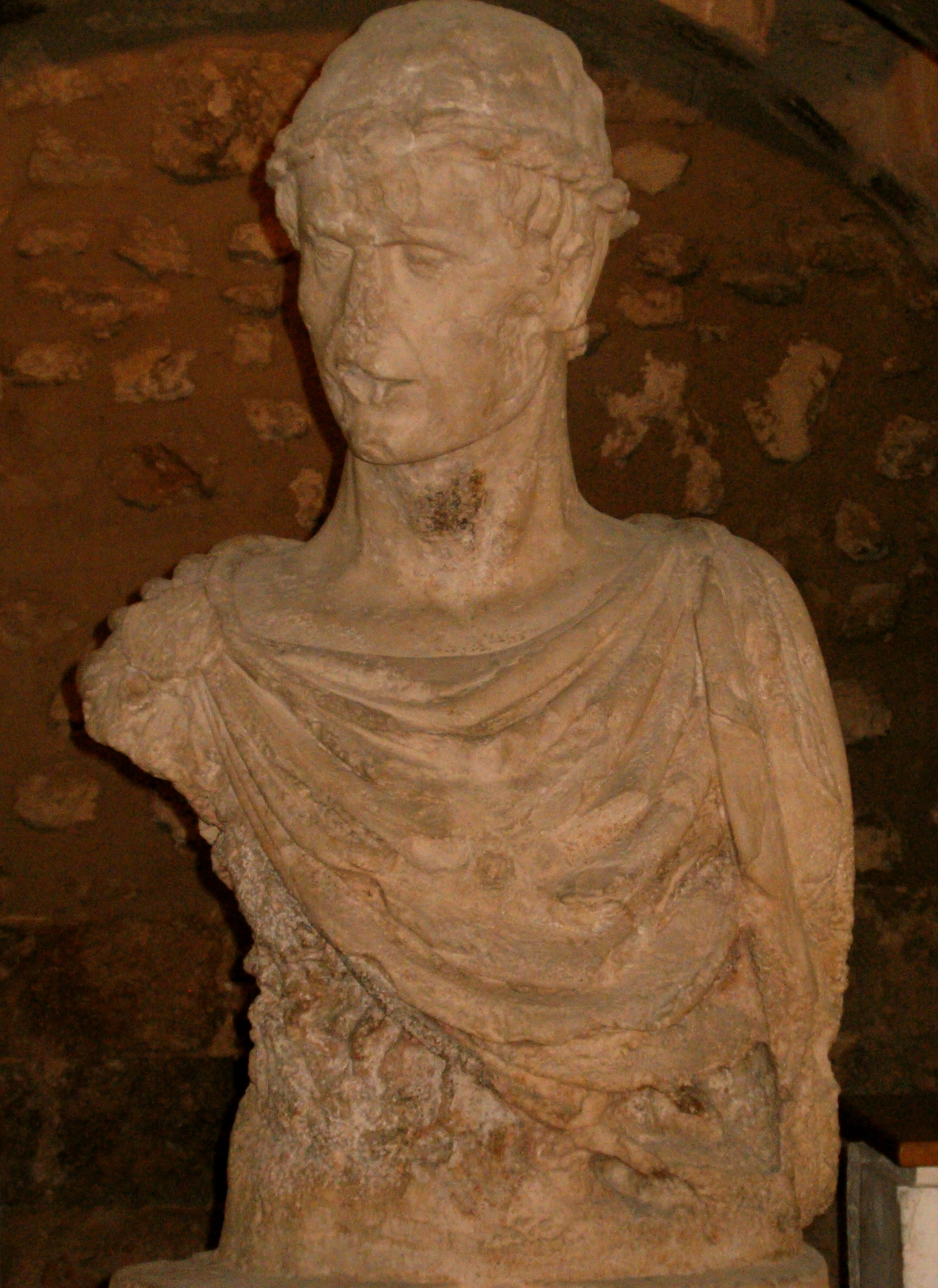
Presunto busto di Federico II conservato all'interno del Castello.

Nel periodo compreso tra il'XII e il XIII secolo fu completamente saturato lo spazio compreso tra i due nuclei abitativi. Un ruolo importante a tal proposito lo ha avuto la costruzione della chiesa del Santo Sepolcro, situata in un punto di crocevia tra la strada del Cambio, fondamentale per il cambio di valuta e la presenza di banche, via della Cordoneria, l'attuale corso Vittorio Emanuele, che conduceva a Canne e via della Selleria, oggi corso Garibaldi che proseguiva fino a Canosa. Un importante nucleo urbano fu quello delle Sette Rue, le sette strade, che si presentavano in maniera ortogonale alla costa, con una disposizione di case a schiera. Nel 1190 Tancredi di Sicilia elesse la città di Barletta città regia.
Nel 1194 terminò il periodo normanno ed iniziò quello svevo, dominato dalla figura di Federico II: divenuto imperatore nel 1220, quattro anni dopo avviò la costruzione della sua domus nel castello barlettano, allora costituito unicamente dal fortino costruito precedentemente dai Normanni.
Dopo la morte di Enrico nel 1197, e di Costanza nel 1198, Federico venne condotto sotto la tutela di papa Innocenzo III. Tale avvenimento portò ad un ampio coinvolgimento della chiesa negli affari reali. Nel 1202 si accese infatti la contesa per il dominio sul Regno di Sicilia, che contrappose i tedeschi guidati da Marcovaldo di Annweiler e Diopoldo di Acerra ai francesi di Gualtieri III di Brienne.
Diopoldo e Marcovaldo pretendevano il tutoraggio sul piccolo Federico II, affidato invece dalla madre Costanza al papa Innocenzo III; il pontefice quindi nominò Gualtieri III Principe di Taranto, Duca di Apulia e Conte di Lecce e lo scelse come proprio paladino per riportare il controllo nel Regno di Sicilia. Il 6 ottobre dello stesso anno, nei pressi di Canne, Gualtieri dovette respingere prima un assalto delle truppe di Diopoldo ed in seguito, dopo aver occupato Barletta ed il suo castello, l'assedio delle truppe di Guglielmo di Palearia.
Nel 1228 Federico II di Svevia, adunato il parlamento dei baroni nel castello di Barletta, annunciò la partenza per la sesta crociata, durante la Dieta tenutasi proprio nella domus federiciana.
Lo stesso imperatore, nel 1234, concesse alla chiesa barlettana di santa Maria Maggiore la Fiera dell'Assunta, una delle otto più importanti fiere del Regno, che contribuì notevolmente all'economia della città.
Alla morte di Federico nel 1250 gli successe suo figlio Corrado. Il 21 maggio 1254 con la dipartita di Corrado, morto a Lavello di malaria, divenne erede del regno suo figlio Corradino, di soli due anni, la cui tutela fu assunta da Manfredi di Sicilia, figlio naturale di Federico II e fratellastro di Corrado. Quattordici anni dopo, in seguito alla battaglia di Tagliacozzo tra le truppe angioine di Carlo I e i ghibellini sostenitori di Corradino di Svevia, quest'ultimo venne prima fatto prigioniero e poi decapitato. Finì così la dinastia sveva a favore di quella angioina, con la figura di Carlo I d'Angiò che rilevò al contempo il possesso di Barletta e del suo castello.

## Periodo angioino (1266 - 1442)

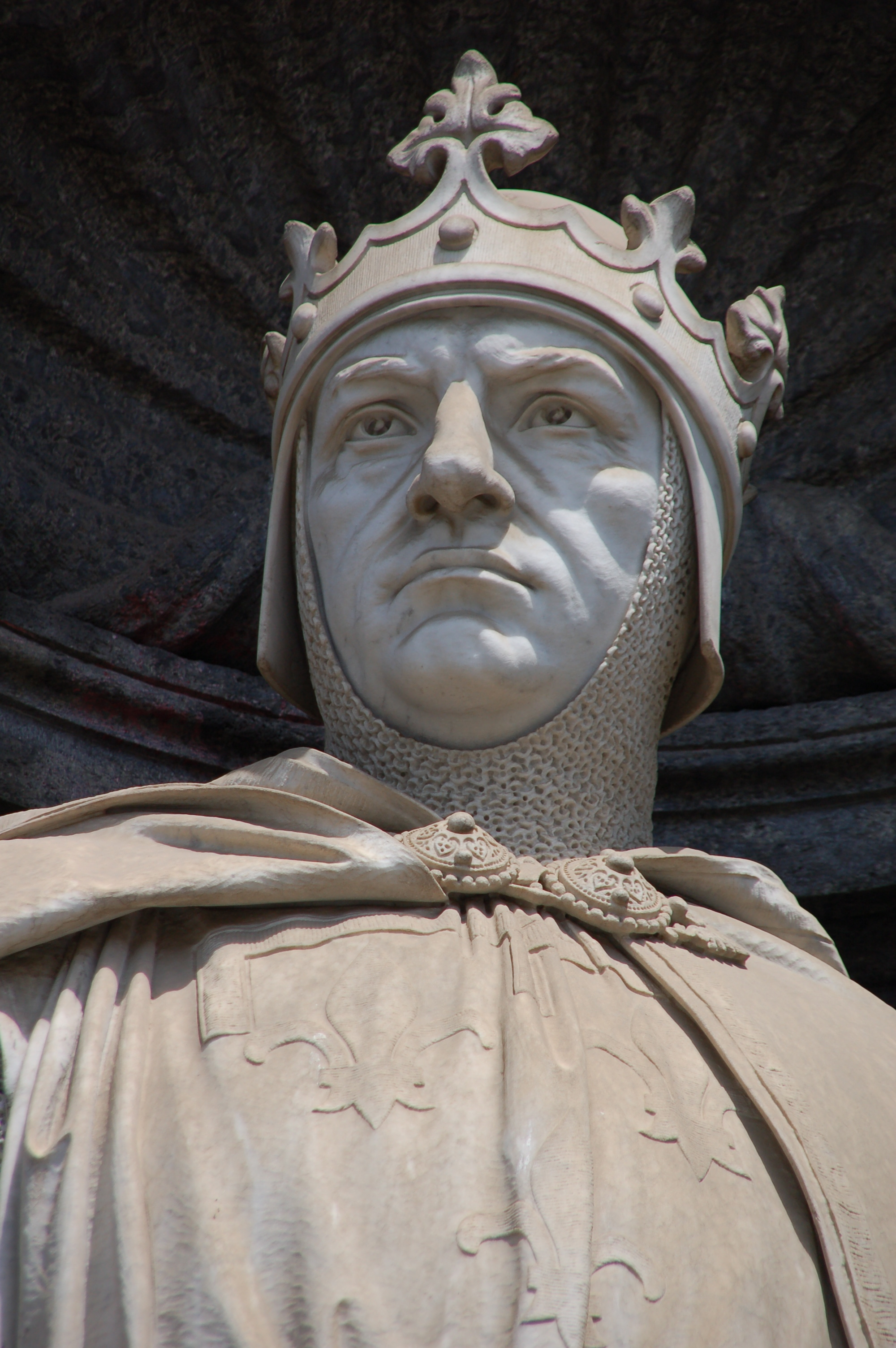
La statua di Carlo I d'Angiò sul fronte del Palazzo Reale di Napoli.

In questo periodo la sede di capoluogo fu spostata da Palermo a Napoli ma Barletta continuò, con Carlo I, a beneficiare di ricchezza economica e di attenzioni da parte del sovrano, tanto che tre dei sette membri del Consiglio dell'Imperatore erano barlettani.  Carlo I morì a Foggia nel 1285 e a lui subentrarono Carlo II prima e Roberto d'Angiò poi.
Nel 1291, in seguito alla caduta in mano musulmana di San Giovanni d'Acri di Palestina, ospitò il Patriarca di Gerusalemme, Randolfo. Nel 1294 con un diploma di Carlo I d'Angiò i territori di Canne e di Barletta furono unificati. Dal 1327, in seguito alla distruzione della cittadina palestinese di Nazaret, gli Arcivescovi Nazareni si trasferirono a Barletta, che divenne loro sede definitiva fino alla soppressione del titolo episcopale, attuata da papa Pio VII nel 1818.
Nel 1343 alla morte di Roberto d'Angiò gli successe al trono sua nipote Giovanna d'Angiò, figlia del primogenito di Roberto Carlo di Calabria, moglie di Andrea d'Ungheria, fratello minore del re di Ungheria e Polonia Luigi I d'Ungheria, la quale regnò per quarant'anni in un periodo convulso, apertosi con l'assassinio di Andrea nel 1345, velato dal dubbio che si trattasse di una congiura operata della regina Giovanna. Nel 1351, per vendicare l'assassinio del fratello, Luigi d'Ungheria scese in Puglia, risiedendo nel castello di Barletta. Gli eventi precipitarono dopo uno scontro verbale sfociato in rissa avvenuto in un'osteria tra un barlettano e un soldato ungherese, che portò gli ungheresi ad assediare i luoghi cardine della difesa della città. Il massacro ebbe fine all'arrivo dell'ordine da parte del re di lasciare la città per evitare ritorsioni e di muovere verso Canosa.
La fine del regno di Giovanna d'Angiò giunse nel 1382, quando Carlo III di Napoli, marito di sua nipote Margherita, dopo aver occupato Napoli e imprigionato i sovrani, ordinò di strangolare la regina e porre fine al suo dominio. L'anno seguente, durante la guerra di successione che vide la vittoria di Carlo di Durazzo ai danni di Luigi I d'Angiò, nipote di Giovanna, il castello di Barletta fu occupato da Raimondo Orsini Del Balzo, agli ordini di Carlo. A quest'ultimo nel 1386 successe suo figlio Ladislao che regnò fino alla sua morte avvenuta nel 1414, anno in cui prese il potere sua sorella Giovanna II. Questa, priva di eredi, designò suo successore prima Alfonso V d'Aragona, detto il Magnanimo, e poi Luigi III d'Angiò, provocando nel 1424 una guerra di successione tra i due che ebbe il suo seguito nello scontro tra Alfonso, e il fratello di Luigi, Renato d'Angiò, e si concluse nel 1442 con l'ascesa al Regno di Napoli del sovrano aragonese.

## Periodo aragonese (1442 - 1501)

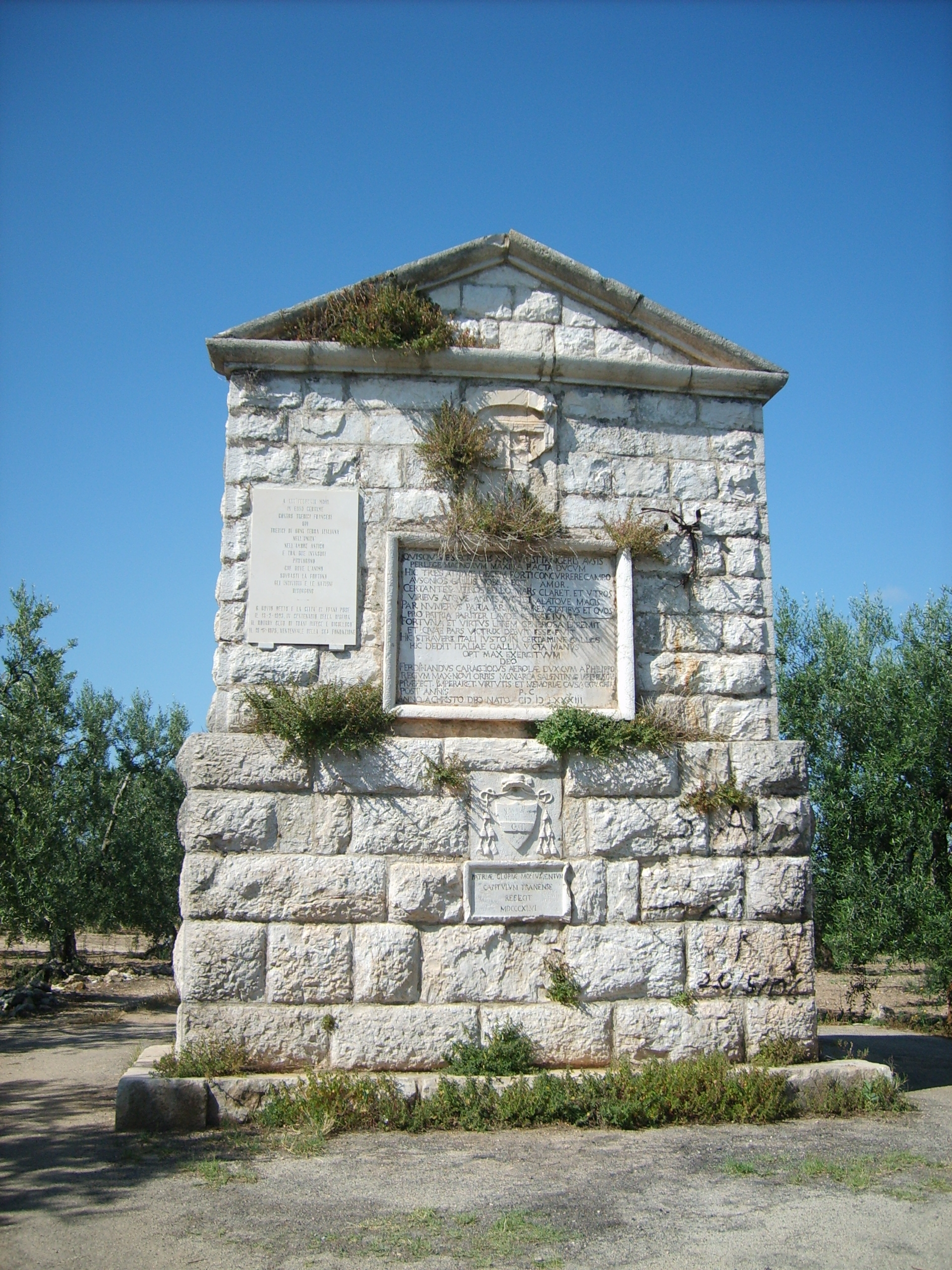
Epitaffio della Disfida sul campo di battaglia

Tra la fine del XIV secolo e i primi anni del XV secolo vi fu un'ulteriore espansione della cinta muraria, da parte degli angioini, che inglobò le sette strade e tutte quelle aree nate nel secolo precedente. Fu proprio in questo periodo che si ebbe il primo vero piano urbanistico, che regolamentava il comune dal punto di vista dell'igiene e dell'edilizia. Lo sviluppo della città in questo periodo prosegue lungo le principali direttrici di traffico, ossia quella per Canosa e per Canne e tale propensione risulta evidente anche nella costruzione e nell'ampliamento della cinta muraria, che tende a proteggere gli edifici più esposti verso queste aree.
La dinastia aragonese subentrò nel 1442 a quella angioina e nel 1459 il nuovo re, Ferrante I, fu incoronato proprio nella cattedrale di Barletta.
Durante i primi anni del Quattrocento la città di Margherita di Savoia e le sue attigue saline prendono il nome di Saline di Barletta e saranno acquistate da Alfonso I d'Aragona nel 1442.
Il 4 febbraio 1459 fu incoronato sovrano nella Cattedrale Santa Maria Maggiore a Barletta Ferrante I d'Aragona.
All'inizio del XVI secolo, durante la seconda guerra d'Italia che vedeva coinvolte Francia e Spagna, la città fu teatro di storiche vicende cavalleresche.
In seguito al fallimento del trattato di Granada, stipulato segretamente nel 1500 tra francesi e spagnoli, che vedeva l'assegnazione della Campania e dell'Abruzzo ai primi e della Puglia e della Calabria ai secondi, l'astio tra le due compagini era giunto al culmine.
Nel 1500 Gonzalo Fernández de Córdoba, noto come Consalvo di Cordova, Gran Capitano del Regno di Napoli, giunse in Italia per ottemperare al trattato segreto che Francia e Spagna avevano stipulato per dividersi il regno. Due anni dopo i francesi diedero avvio all'assedio di Barletta, durato sette mesi, durante il quale si susseguirono tornei e dispute cavalleresche. Fu così che durante uno scontro gli spagnoli catturarono numerosi militari francesi, tra cui Charles de Tongue, detto Monsieur de La Motte.
Il 15 gennaio 1503 la tradizione vuole che, nel quartier generale del capitano degli spagnoli, la Cantina della Disfida, si sia tenuto un banchetto offerto dal capitano Consalvo da Cordova, a cui parteciparono anche i militari francesi tenuti prigionieri.
In quella sede Monsieur de La Motte provocò ripetutamente gli italiani accusandoli di codardia, tanto che si giunse al lancio della sfida tra italiani e francesi che ha portato alla cosiddetta Disfida. La sfida, avvenuta il 13 febbraio 1503, vedeva opposti tredici cavalieri italiani, tra cui il noto capitano Ettore Fieramosca, al servizio degli spagnoli, contro altrettanti cavalieri francesi, tra cui figurava il capitano La Motte.
Il combattimento, tenutosi tra Andria e Corato, in territorio di Trani, si concluse con la vittoria degli italiani, per mano del capitano, che uccise l'avversario francese.
Quest'evento storico segnò l'inizio della predominio spagnolo nella conquista del meridione italiano e nel potere della città.

## Periodo spagnolo (1504 - 1707)

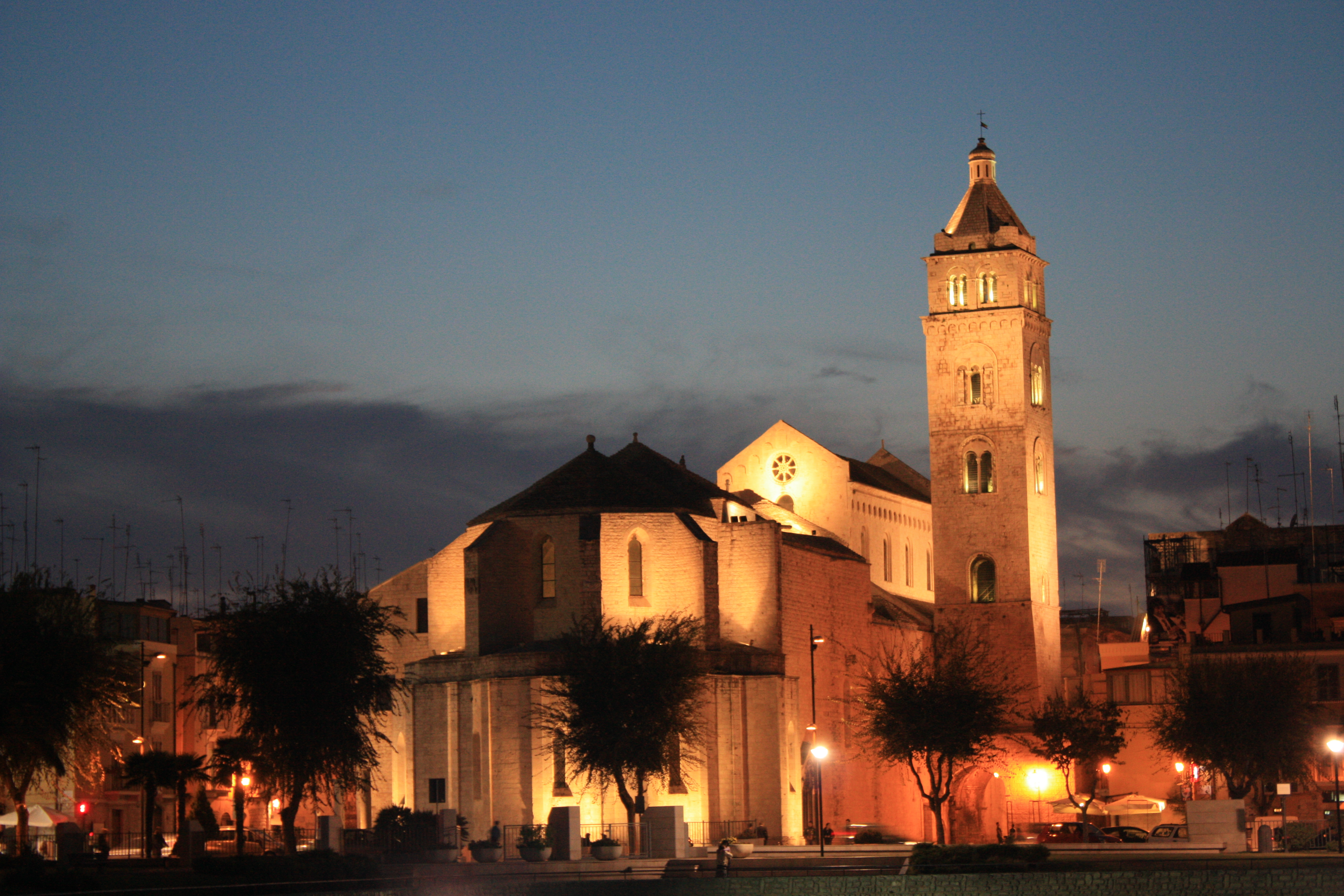
Le absidi della cattedrale di Barletta in una vista dai giardini del Castello

Prosegue con l'arrivo degli spagnoli l'ampliamento della cinta muraria della città e all'inizio del XVI secolo borgo San Giacomo fu incluso nella cinta spagnola.
Nel 1528 Barletta, già lacerata da divisioni interne, ed in particolar modo il borgo di San Vitale e quello di Sant'Antonio Abate, che non erano ancora abbracciati dalle mura cittadine, fu preda di un'imponente devastazione per mano francese, subendo saccheggi e incendi, che videro la distruzione di numerose chiese ed edifici conventuali. Dal sacco del 1528 ne uscivano illese unicamente le chiese più grandi situate intra moenia di santa Maria Maggiore, di san Giacomo e del Sepolcro, ma al di fuori delle mura urbiche tutto era ormai ridotto a rovina. Da quel momento cominciò il declino di Barletta, ormai devastata, favorito dal malgoverno spagnolo e dalle calamità naturali susseguitesi per tutto il XVII secolo. Con la pace di Cambrai del 1529, la città di Barletta passò nelle mani dell'imperatore Carlo V d'Asburgo, nipote di Ferdinando II di Aragona.
La peste del 1656 colpì la città dimezzandola nel numero. La tradizione vuole che l'epidemia si sia arrestata nel marzo del 1657 per intercessione della Madonna dello Sterpeto, la cui icona fu rinvenuta proprio in quel periodo in uno dei luoghi devastati dal morbo, nella cui area è stato costruito il Santuario della Vergine.
Per ben tre volte, nel 1689, 1731, 1743 dei terremoti ridussero in ginocchio la popolazione. Solo alla fine del XVIII secolo si verificarono elementi di rinascita in particolar modo durante i regni di Giuseppe Bonaparte e di Gioacchino Murat.
Con la morte nel 1700 di Carlo II di Spagna il diciassettenne duca Filippo d'Angiò, venne proclamato nuovo re di Spagna.

## Dal XVIII al XX secolo
L'arrivo di Filippo d'Angiò causò lo scoppio di una guerra di successione tra Francia e Austria. Gli Asburgo, impossessandosi prima della Lombardia e poi del Regno di Napoli, riuscirono a detenere il potere dal 1707 al 1734 con la guida di Carlo VI d'Austria.
La fine del viceregno austriaco giunse il 25 maggio 1734, con la Battaglia di Bitonto, combattuta contro i Borbone di Spagna guidati da Carlo III di Spagna, figlio di Filippo V. Con il trattato di pace, navigazione e commercio del 1740 stipulato con l'Impero ottomano, terminarono i timori di invasione turca.
I Borbone regnarono in maniera stabile fino al 1799, con il passaggio di consegne tra Carlo III e suo figlio Ferdinando, avvenuto nel 1759. Proprio sul finire del XVIII secolo, sull'onda della Prima Campagna d'Italia delle truppe della Francia repubblicana, dopo la Rivoluzione francese, ebbero inizio i moti rivoluzionari che portarono alla proclamazione della Repubblica partenopea. Barletta fu tra le prime città ad aderire al movimento insurrezionale, tanto che il protettorato francese poté giungere fino al 1805, proseguendo, dopo l'incoronazione di Napoleone Bonaparte, con una vera e propria dominazione francese, che vide dal 1806 al 1808 la presenza di Giuseppe Bonaparte, fratello dell'imperatore, seguito da Gioacchino Murat fino al 1815.
Oramai consolidatosi l'impianto urbanistico e la conformazione della cinta muraria la città vede un folto numero di edifici ecclesiastici rispetto a quelli civili. Proprio durante il periodo murattiano i numerosi edifici conventuali sorti in città furono soppressi, precisamente nel 1809, e con essi tutti gli Ordini monastici a cui venivano requisiti anche i beni materiali. Tuttavia Barletta restava un attivo centro culturale e religioso, e, nel 1860, fu elevata a arcidiocesi da papa Pio IX col nome di Barletta-Nazareth.
Il XX secolo si aprì con lotte contadine e scioperi; le lotte politiche furono particolarmente sostenute, in Puglia, dal cerignolano Giuseppe Di Vittorio.

## Età contemporanea
Il 24 maggio 1915, durante la prima guerra mondiale, la città fu bombardata dalla flotta austro-ungarica, che centrò, con sei colpi di cannone, il fronte settentrionale del castello. L'edificio non subì ulteriori colpi grazie all'intervento del cacciatorpediniere Turbine, immolatosi al suo posto.

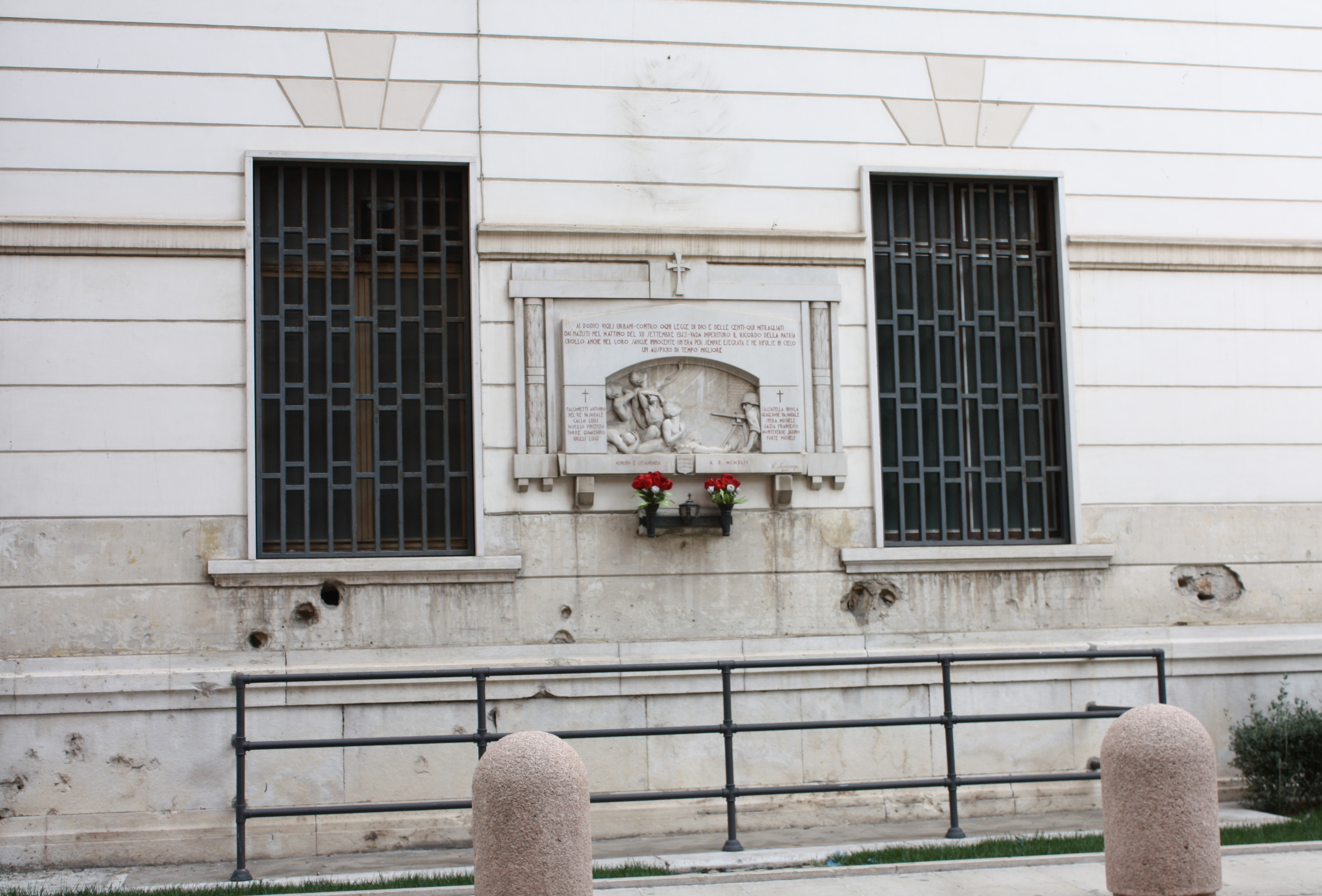
I colpi dell'eccidio tedesco sul Palazzo delle Poste

Durante la seconda guerra mondiale la città si è resa protagonista di una strenua resistenza e fu teatro del primo episodio della Resistenza italiana contro elementi della Luftwaffe e di Fallschirmjager tedeschi. Non appena giunse il fonogramma in cui si ordinava di considerare i tedeschi come nemici, le truppe del Regio Esercito di stanza a Barletta furono posizionate dal colonnello Francesco Grasso, comandante della piazza, a difesa delle vie d'accesso alla città. Il giorno 11 settembre 1943, s'ingaggiò una battaglia su via Andria nei pressi della chiesa del Crocifisso, dove in quel caso gli italiani ebbero la meglio distruggendo un panzerjager del tipo Mader II, una camionetta e due sidecar. Il giorno successivo, benché provati dal giorno prima e dopo un bombardamento aereo di tipo Stukas, le truppe italiane furono costrette alla resa per la grande supremazia tedesca e per evitare che Barletta fosse rasa al suolo. Da quel momento si ebbero numerosi episodi di rappresaglia che fecero trentadue vittime civili, oltre a decine di feriti. L'episodio più grave avvenne il 12 settembre giorno dell'occupazione militare, quando per rappresaglia, undici vigili urbani e due netturbini furono fucilati presso il Palazzo delle Poste erroneamente incolpati dell'uccisione di un tedesco il giorno prima. Per questi motivi la città di Barletta è stata insignita, unico caso in Italia, con la medaglia d'oro al valor militare ed al merito civile. Inoltre, con 11 medaglie d'oro e 215 medaglie d'argento Barletta è la città più decorata d'Italia.
Una delle tematiche più sentite dalla popolazione barlettana è la sua proclamazione a provincia, che arriva nel maggio 2004.  Assieme alle città di Andria e Trani, formerà infatti la sesta provincia della Puglia. La nuova Provincia di Barletta-Andria-Trani è stata istituita dalla legge 148/2004 dell'11 giugno 2004. Le prime elezioni del Consiglio provinciale si sono svolte per il mese di giugno 2009. Nel dicembre 2004 è stato nominato il Commissario di Governo, Giuseppe Capriulo. Nel febbraio 2006, con decreto governativo, la sigla automobilistica della Provincia è diventata ufficialmente BT.
Con D.P.C.M. (Decreto del Presidente del Consiglio dei ministri) del 16 novembre 2007 è stata assegnata la Prefettura alla città di Barletta. La sede designata dal Governo per l'istituzione provinciale è l'edificio del Real Monte di Pietà.